# Glenea pseudoscalaris
Glenea pseudoscalaris är en skalbaggsart som först beskrevs av Leon Fairmaire 1895.  Glenea pseudoscalaris ingår i släktet Glenea och familjen långhorningar. Inga underarter finns listade i Catalogue of Life.